# Michael Garrison
Michael Garrison (* 28. November 1956 in Roseburg, Oregon, USA; † 24. März 2004 in Bend, Oregon, USA) war ein US-amerikanischer Musiker. Seine Stilrichtung war die elektronische Musik.
Mit 13 Jahren begann er zu komponieren, obwohl ihm die Musik nicht in die Wiege gelegt wurde, der Vater war Bankier, die Mutter Hausfrau. Mitte der 1970er Jahre begann er in Idaho Musik zu studieren. Vor dem Hintergrund der zu dieser Zeit beginnenden Forschungsmissionen der Raumsonden Voyager 1 und Voyager 2 komponierte er 1979 sein erstes Album In the Regions of Sunreturn, dessen 1991 veröffentlichte CD-Version, aufgrund leichter Veränderungen der Trackliste, den Zusatz ...and Beyond erhielt. Das Album wurde von Windspell Music (später Garrisongs) veröffentlicht. Um den zunächst spärlichen Verkauf anzukurbeln, fuhr Garrison persönlich die Musikläden der Westküste der USA ab, um sein Produkt publik zu machen. 1980 bot ihm die BMG (Bertelsmann Musik Gruppe) an, sein Album in Europa zu veröffentlichen. Unter Insidern wurde die LP schnell zum Erfolg. Zusätzliche Bekanntheit erhielt Garrison im deutschsprachigen Raum, als die Hörer der WDR-Sendung Schwingungen seinen Track Departure als neue Titelmelodie aussuchten. Am 13. August 1994 gab Michael Garrison im Bürgerhaus Stollwerck in Köln sein erstes Konzert in Deutschland. Es folgten neben seinem Auftritt am 8. Oktober 1994 beim KLEM Dag in Nimwegen einige kleinere Auftritte u. a. in der Eifel, die von seinem Freund Jörg Strawe organisiert wurden. Strawe hat mit seinem Label CUE-Records den Deutschland-Vertrieb sämtlicher Garrison-Alben übernommen. Nachdem es nach seinem letzten Album Brave New Worlds (1999) etwas ruhiger um ihn geworden war, verstarb Michael Garrison am 24. März 2004 in Bend, Oregon.
Seit frühester Jugend litt Garrison an Depressionen, die er mit übermäßigem Alkoholkonsum zu kompensieren versuchte. Er wurde zum Alkoholiker und verstarb letztendlich an akutem Leberversagen.
Als Michaels Bruder Mark Garrison das komplette Studio-Equipment verkaufen wollte, kam Michaels Freund Craig Padilla auf die Idee, mit diesen Instrumenten ein neues Album einzuspielen, auf dem viele Elektronik-Musiker den Stil von Michael Garrison auf ihre persönliche Weise neu interpretieren sollten.
Ein Markenzeichen seiner Alben sind die stets von Mountain Visions gestalteten Covermotive.

## Diskografie
- 1979: In the Regions of Sunreturn and Beyond
- 1981: Prisms
- 1982: Eclipse
- 1983: Point of Impact
- 1986: Images
- 1988: Aurora Dawn
- 1989: An Earth-Star Trilogy
- 1991: The Rhythm of Life
- 1992: A Positive Reflecting Glow (schneller Sampler)
- 1993: Tranquility Cove (langsamer Sampler)
- 1994: "Live" in Köln Vol. 1 & 2
- 1999: Brave New Worlds